# Arthur Smith (Countrymusiker)
Arthur „Guitar Boogie“ Smith (* 1. April 1921 in Clinton, South Carolina; † 3. April 2014 in Charlotte, North Carolina) war ein US-amerikanischer Country-Musiker. Seine Musik stellt eine Mischung aus Western Swing, Bluegrass und frühem Rockabilly dar; daher gilt er auch als einer der größten Einflüsse des späteren Rockabilly. Smith war früher Vertreter des Hillbilly Boogie und spielte eine Vielzahl von Instrumenten.

## Leben

### Kindheit und Jugend
Aufgewachsen in Kershaw, South Carolina, startete Arthur Smith seine Karriere zusammen mit seinen Brüdern Ralph und Sonny als Schülerband The Crackerjacks. Ihr Vater, der Textilarbeiter war, leitete eine Band, von dem sie auch die Inspiration zur Musik fanden. Mit ihrem Vater traten sie gemeinsam an Wochenenden und gelegentlich auf dem Sender WSPA auf.

### Karriere
Ende der 1930er Jahre zog Smith nach Charlotte, North Carolina, wo er regelmäßig auf WBT auftrat. 1937 bekam Smith die Chance, bei RCA Victor erste Platten einzuspielen, die jedoch unbeachtet blieben. Seine erste Veröffentlichung war eine Version von Cliff Carlisles You’ll Miss Me when I’m Gone; Smith veröffentlichte seine Version als Old Santa Claus Is Leavin’ Just Because. Als der Zweite Weltkrieg begann, wurden die Brüder zur Armee eingezogen und die Gruppe brach auseinander. Nach seiner Entlassung kehrte Smith 1945 nach Charlotte zurück und gründete mit seinen Brüdern, seiner Frau Dorothy und dem Sänger Roy Lear Arthur Smith and his Cracker Jacks. Die Band begann, im Carolina Hayride auf WBT aufzutreten. Zudem hatten sie ihre eigene morgendliche Show auf WBT, Carolina Calling. Währenddessen begann Smith zusammen mit seiner Band, Platten einzuspielen. Ihre erste Single bei dem Label MGM Records war der Guitar Boogie; das Instrumental-Stück wurde sofort ein Hit und verkaufte sich über 3 Millionen Mal. Er stieg auf Platz-Eins der Billboard Country Charts und erreichte Platz 25 der Pop-Charts. Der Song wurde 1959 von Frank Virtue als Guitar Boogie Shuffle gecovert.
1951 debütierten Arthur Smith und die Cracker Jacks auf dem neu gegründeten Fernsehsender WBTV, wo sie ihre eigene Show, die Arthur Smith Show, bekamen. Es war die erste Country-Fernsehsendung, die im ganzen Land gesendet wurde. Nach mehr drei Jahrzehnten wurde sie 1982 abgesetzt. In den 1950er Jahren war Smith mit seinen Songs weiterhin erfolgreich und in der Öffentlichkeit präsent. Neben Tourneen durch Europa und Afrika gründete Smith das erste Aufnahme-Studio in Charlotte, wo er unter anderem Stars wie James Brown aufnahm. In den folgenden Jahren produzierte Smith weitere erfolgreiche Fernsehsendungen von Johnny Cash, George Beverly Shea und weiteren Stars. Seine Lieder wurden von Cash, Randy Travis und Willie Nelson aufgenommen, der Smiths Song Red Headed Stranger für sein gleichnamiges Album einspielte. Die Cracker Jacks hatten viele Country-Stars als Mitglieder, unter anderem George Hamilton IV., Don Reno (mit dem Smith auch den Song Duelin’ Banjos schrieb), Jim Buchanan und Ray Atkins.
Im Herbst 2006 setzte Arthur Smith sich zur Ruhe, trat danach jedoch noch gelegentlich auf. Er starb zwei Tage nach seinem 93. Geburtstag in seinem Haus in Charlotte.

## Diskographie

### Singles
| Jahr | Titel                                                                                        | Plattenfirma               |
| ---- | -------------------------------------------------------------------------------------------- | -------------------------- |
| 1937 | Old Santa Claus Is Leavin’ Just Because / I’m Going Back to Old Carolina                     | RCA-Victor                 |
| 1937 | There Are No Dissapointments in Heaven / You Soul Never Dies                                 | RCA-Victor                 |
| 1945 | Guitar Boogie / ?                                                                            | Superdisc                  |
| 1947 | Fingers on Fire / ?                                                                          | Superdisc                  |
| 1948 | Guitar Boogie / Boomerang                                                                    | MGM                        |
| 1948 | Raindrops and Teardrops / Foolish Questions                                                  | MGM                        |
| 1948 | Don’t Look For Troubles / Mountain Be Bop                                                    | MGM                        |
| 1949 | Be Bop Rag / I Never See Maggie Alone                                                        | MGM                        |
| 1949 | Mule Train / Banjo Rag                                                                       | MGM                        |
| 1949 | The Guitar and the Piano / I’m Only Telling You                                              | MGM                        |
| 1950 | I’m Afraid Of Wimmin’ / I.H. Boogie'                                                         | MGM                        |
| 1950 | Conversation With A Mule / Mandolin Boogie                                                   | MGM K10791                 |
| 1950 | Mr. Stalin, You’re Eating Too High on the Hog / Banjo Buster                                 | MGM                        |
| 1950 | Beautiful Blue Eyes / Train Whistle Blues                                                    | Capitol                    |
| 1951 | Red Hot Race / Rhumba Boogie                                                                 | MGM K 10881                |
| 1951 | Who Shot Willie? / Espress Train Boogie                                                      | MGM K10991                 |
| 1951 | Merry Christmas Everyone / Guitar Jingle Bells                                               | MGM                        |
| 1952 | Beautiful Brown Eyes / Beautiful Brown Eyes                                                  | MGM                        |
| 1953 | Truck Stop Boogie / Hi Lo Boogie                                                             | MGM                        |
| 1953 | You’re Hooked / Midnight Rag                                                                 | MGM                        |
| 1957 | Teenage Rebel / Easy Rocking                                                                 | MGM K12544                 |
| 1958 | Bustin’ Guitar / Rockin’ The News                                                            | MGM K12618                 |
| 1959 | Banjo Boogie / Hard Boiled Boogie                                                            | MGM K12791                 |
| 1962 | Guitar Boogie Twist / Napoleon’s Retreat                                                     | Starday 576                |
| 1962 | Heartaches / Foolish Questions – Silly Answers                                               | Starday 634                |
| 1962 | Hospitality Blues / Philadelphia Guitar                                                      | Starday                    |
| 1963 | Master of the Blues / Traveling Game                                                         | Starday                    |
| 1963 | Ty My Hunting Dogs Down, Jed / Guitar Hop                                                    | Starday 642                |
| 1963 | The Stuttering Song / Back To His Hole He Went                                               | Starday 656                |
| 1963 | A Salute to Mobile Home Living "The German Mobile Homes March" / The Modern Good Living Song | German Mobile Homes 101-45 |
| 1964 | I Like Lasses / Flat Top Hari Kari                                                           | Starday                    |
| 1965 | The Bill Malone Story / I Look Up                                                            | Dot                        |
| 1966 | The Jet Set / New River Train                                                                | Dot                        |
| 1967 | British Backbeat / Lynn’s Gone                                                               | Starday                    |
| 1967 | Today / Whitepoint                                                                           | Dot                        |
| 1969 | What Is an American? / Psychoanalysis                                                        | Starday                    |
| 1969 | Guitar Unlimited / Summer Theme                                                              | Starday 868                |
| 1973 | Ringing Banjos / Battling Banjos Polka                                                       | Monument                   |
| 1974 | Guitar Boogie / Right On                                                                     | Monument                   |
| 1978 | Foolish Questions / Georgia Camp                                                             | Monument                   |

### Alben
| - 1955: Specials - 1957: Fingers On Fire - 1961: Midnight Special (mit King Curtis) - 1962: Mister Guitar - 1962: Arthur Guitar Boogie Smith & Voices - 1962: Rare Old Time Fiddle Tunes - 1963: Goes To Town - 1963: In Person - 1964: Down Home - 1964: The Original Guitar Boogie - 1964: Arthur Smith Show - 1964: Old Timer of the Grand Ol’ Opry - 1965: Great Country & Western Hits - 1965: Singing On The Mountain (mit dem Crossroad Quartet) - 1966: Something Old, Something New | - 1966: The Arthur Smith Show Presents A Tribute To Jim Reeves - 1968: Guitar Of Arthur Smith - 1969: Fingers On Fire (Frankreich) - 1972: Guitar Boogie - 1973: Battling Banjos (# 47) - 1973: Singing On The Mountain (mit George Hamilton IV.) - 1975: Smith & Son - 1975: Guitar Galore - 1979: Feudin’ Again (mit Don Reno) - 1983: The Original Deulin’ Banjos (mit Don Reno) - 1985: Jumpin’ Guitar - 2000: One Good Boogie Deserves Another |